# ژاک فیدر
ژاک فیدر (انگلیسی: Jacques Feyder؛ ۲۱ ژوئیهٔ ۱۸۸۵ – ۲۴ مهٔ ۱۹۴۸) یک کارگردان، فیلم‌نامه‌نویس و بازیگر اهل بلژیک و فرانسه بود.
وی کارگردان فیلم‌هایی همچون پسر هند و بوسه بوده است.